# Arkys kaszabi
Arkys kaszabi är en spindelart som först beskrevs av Balogh 1978.  Arkys kaszabi ingår i släktet Arkys och familjen hjulspindlar. Inga underarter finns listade i Catalogue of Life.